# Hernán Lavín Cerda
Hernán Lavín Cerda (Santiago, 1939) es un escritor chileno radicado en México después del golpe militar dado por el general Augusto Pinochet contra al gobierno de Salvador Allende en 1973. Miembro de la llamada generación del 60 o de la díaspora, ha practicado los géneros de la poesía y la narrativa.

## Biografía
Lavín Cerda quería estudiar medicina, postuló dos veces, pero no le alcanzó el puntaje; finalmente optó por periodismo en la Universidad de Chile. 
Fue su encuentro con Pablo Neruda "el trampolín para sus obras". Su amistad con el premio Nobel chileno comenzó en 1961, en el Cementerio General de Santiago durante el funeral de Lenka Franulic, traductora de Virginia Woolf y considerada la primera mujer en ejercer el periodismo en Chile.
“La Federación de Estudiantes de la Universidad de Chile me encomendó dar unas palabras en el cementerio y por la Sociedad de Escritores hizo lo mismo Neruda. Yo leí una especie de poema en prosa y Neruda un texto que empieza ‘hoy me puse una corbata negra para despedirte Lenka’”, recuerda Lavín Cerda. Luego llamaron a casa de sus padres y le dijeron a su madre que  Neruda se había interesado por ese joven que habló en el cementerio y que lo quería conocer. Después, con 22 años, leería sus poemas en una cena con escritores y amigos de Neruda, quien decidió publicarlos en la revista Ultramar.
Su primer poemario, La altura desprendida, apareció en 1962 y alcanzó a publicar otros seis antes de abandonar el país. En Chile como periodista cultural en La Nación, Última Hora y El Siglo y publicó algunos textos en revistas como El viaje, Boletín de la Universidad de Chile, Mapocho, Punto final, Atenea y Ahora. 
En 1970 obtuvo el Premio Vicente Huidobro por la compilación de relatos La crujidera de la viuda, que al año siguiente fue publicado por la editorial mexicana Siglo XXI. Pactó la publicación mientras disfrutaba del premio, que consistía en un viaje a México, con estancia de un mes en el Hotel Lincoln, en la calle de Revillagigedo. 
Después del golpe se asiló, junto con su esposa, en la embajada de México en Santiago y luego de un mes logró abandonar Chile.
Ya en la que se convertiría en su segunda patria, Lavín Cerda dirigió el Taller de Poesía del INBA, y desde 1974 ha sido profesor de la Facultad de Filosofía y Letras de la UNAM. Ha colaborado para revistas como Letras Libres, Siempre!, Casa del Tiempo, Diálogos, Revista de Bellas Artes, Revista Mexicana de Cultura, Revista Universidad de México, Texto Crítico, Unomasuno y Vuelta.
Ha sido en México donde Lavín Cerda ha escrito la mayor parte de su obra.

## Obras
Poesía
- La altura desprendida, Santiago de Chile, Alfa, 1962.
- Poemas para una casa en el cosmos' ', Santiago de Chile, Viento en la Llama, 1963.
- Nuestro mundo, Santiago de Chile, Renovación, 1964.
- Neuropoemas, Santiago de Chile, Renovación, 1966.
- Cambiar de religión, Santiago de Chile, Renovación, 1967.
- Ka enloquece en una tumba de oro y el Toqui está envuelto en llamas, Mimbre/Universidad de Chile-Antofagasta, 1968.
- La conspiración, Santiago de Chile, Editorial Universitaria, Cormorán, Los Presentes, 1971.
- Ciegamente los ojos, 1962-1976, México, UNAM, 1977.
- El pálido pie de Lulú, México, Premiá, 1977.
- Ceremonias de Afaf, 1975-1979, México, UNAM, 1979.
- Metafísica de la fábula, México, Premiá, 1979.
- Alucinación del filósofo, México, UNAM, 1983.
- La calavera de cristal, México, UNAM, 1983.
- Pánico del ombligo, México, Oasis, 1983.
- Nueva teoría de la evolución, México, UNAM, 1985.
- Las nuevas tentaciones, México, Claves Latinoamericanas, 1987.
- La felicidad y otras provocaciones, México, UNAM, 1988.
- Locura de Dios y otras visiones, poesía reunida: 1977 – 1985, México, UNAM, 1989.
- Al fondo está el mar: figuraciones de España, 1987–1988, México, UNAM, 1990.
- Cuando yo era niño y otras desviaciones, México, UNAM, 1990.
- Juguete casi cómico, México, Cuarto Creciente, 1990.
- La nostalgia y otros juegos de azar, Buenos Aires, Torres Agüero, 1991.
- Adiós a las nodrizas o el asombro de vivir (obras casi escogidas), México,  Conaculta, 1992.
- Confesiones del Lobo Sapiens, México, UNAM, El Ala del Tigre, 1992.
- Por si las moscas. Galas del trovar, México, UAM, Margen de Poesía, núm. 13, 1992.
- La zancadilla celestial, México, 69 Ediciones, 1994.
- La sonrisa del Lobo Sapiens. Antología Poética, México, UNAM, 1995.
- Alabanza de aquel vuelo y otras visiones, México, Aldus, 1996.
- La inmortalidad y otras provocaciones, México, FONCA - Arlequín, Poesía, 1996.
- Música de fin de siglo, Santiago de Chile – México, FCE, 1998.
- Nuevo elogio de la locura, México, Conaculta, 1998.
- La noche de las transfiguraciones, México, UAM-A, Libros del Laberinto, 1999.
- La sabiduría de los idiotas, México, Las Cascadas Imaginarias (Poesía Chilena Contemporánea), Verdehalago, 1999.
- El hombrecito del sombrero/ Das Männchen mit dem Hut, Zúrich, Teamart, 2001.
- Divagaciones del pequeño filósofo, México, Ediciones del Ermitaño, 2002.
- Discurso del inmortal, México, Hotel Ambosmundos, 2004.
- Imágenes robadas, México, Benemérita Universidad Autónoma de Puebla-Tinta Nueva, 2005.
- Tal vez un poco de eternidad, México, Praxis, 2005.
- La sintomatología y otros palos de ciego, México, Tinta Nueva, 2006.
- La sublime comedia, México, Praxis, 2006.
- La sonrisa de Dios, México, Ediciones Eón, 2007.
- Confesiones de Hernán Cortés (y otros enigmas), México, Umbral, 2008.
- La música del pensamiento, México, UNAM, 2009.
- Visita de Woody Allen a Venecia, México, Praxis, 2009.

Novela
- Aquellas máscaras de gesto permanente, México, Leega, 1989.
- Memorias casi póstumas del Cadáver Valdivia, México, Conaculta, 1996.
- Historia de aquel verano en Valparaíso, México-Barcelona, Plaza & Janés, 1998.
- Los sueños de la Ninfálida, México-Barcelona, Plaza & Janés, 2001.
- La rinconada de la luna, de próxima aparición.

Cuentos
- La crujidera de la viuda, México, Siglo XXI, 1971.
- El que a hierro mata, Barcelona, Seix Barral, 1974.
- Los tormentos del hijo, México, Joaquín Mortiz, 1977.
- Historia de Beppo el Inmóvil, México, Joaquín Mortiz-Planeta, 1990.
- La novia de Italo Guastavino y otras provocaciones, México, Aldus, 2001.
- La muerte del capitán Carlos García del Postigo y otras ficciones, México, UNAM, 2005.

Ensayo
- Ensayos casi ficticios. De lo lúcido y lo lúdico: literatura hispanoamericana, México, UNAM- Equilibrista, 1995.
- Las noches del calígrafo, México, Conaculta, 2002.
- Esplendor del árbol de la memoria, México, Universidad Autónoma de la Ciudad de México, 2005.